# Trâu Quỳ
Trâu Quỳ  là thị trấn huyện lỵ của huyện Gia Lâm, thành phố Hà Nội, Việt Nam.

## Địa lý
Thị trấn Trâu Quỳ nằm trên Quốc lộ 5A, cách trung tâm thành phố Hà Nội 12 km, có vị trí địa lý:
- Phía đông giáp xã Phú Thị và xã Dương Xá
- Phía tây giáp xã Đông Dư và quận Long Biên
- Phía nam giáp xã Đa Tốn
- Phía bắc giáp xã Cổ Bi và xã Đặng Xá.

Thị trấn Trâu Quỳ có diện tích 7,18 km², dân số năm 2022 là 30.051 người, mật độ dân số đạt 4.185 người/km².

## Hành chính
Thị trấn Trâu Quỳ được chia thành 11 tổ dân phố: An Đào, An Lạc, Bình Minh, Chính Trung, Cửu Việt, Đào Nguyên, Kiên Thành, Nông Lâm, Thành Trung, Voi Phục, Vườn Dâu.

## Lịch sử
Trước đây, địa bàn thị trấn Trâu Quỳ thuộc huyện Gia Lâm, phủ Thuận An, tỉnh Bắc Ninh. Lúc bấy giờ, Trâu Quỳ được chia thành 4 xã: Chính Trung, Lạc Việt, Tân Trung và Trung Dương.
Năm 1948, hợp nhất 4 xã: Chính Trung, Lạc Việt, Tân Trung và Trung Dương thành xã Quang Trung.
Năm 1961, xã Quang Trung gọi là xã Quang Trung I để phân biệt với xã Quang Trung II (Yên Thường).
Ngày 20 tháng 4 năm 1961, Quốc hội ban hành Nghị quyết về việc sáp nhập xã Quang Trung I vào thành phố Hà Nội quản lý.
Ngày 31 tháng 5 năm 1961, Hội đồng Chính phủ ban hành 78-CP. Theo đó, xã Quang Trung I thuộc huyện Gia Lâm, thành phố Hà Nội quản lý.
Năm 1966, đổi tên xã Quang Trung I thành xã Trâu Quỳ.
Ngày 5 tháng 1 năm 2005, Chính phủ ban hành Nghị định số 02/2005/NĐ-
CP về việc thành lập thị trấn Trâu Quỳ trên cơ sở toàn bộ 734,57 ha diện tích tự nhiên và 21.772 nhân khẩu của xã Trâu Quỳ.
Ngày 9 tháng 1 năm 2020, UBND TP. Hà Nội ban hành Quyết định số 128/QĐ-UBND về việc sáp nhập TDP Kiên Trung vào TDP Kiên Thành.

## Kinh tế - xã hội
Trâu Quỳ có trường Học viện Nông nghiệp Việt Nam, Viện Nghiên cứu Rau Quả.